# Trào phúng kiểu Gabrovo

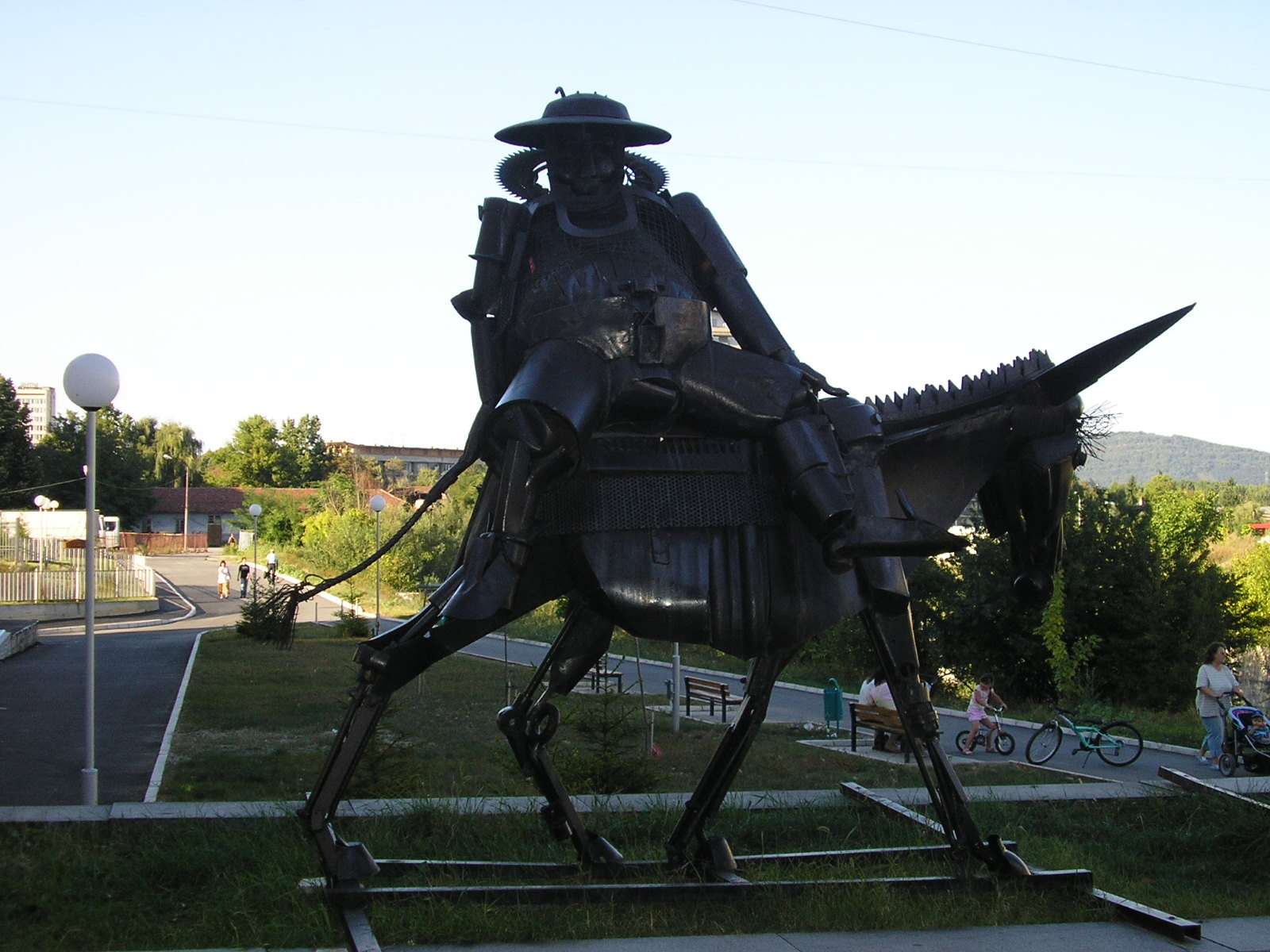
Ảnh từ Bảo tàng nghệ thuật trào phúng Gabrovo

Cư dân ở Gabrovo, Bulgaria, nổi tiếng vì khiếu hài hước đặc biệt. Những câu chuyện hài hước của họ liên quan tới tính keo kiệt và tới thành phố đối thủ Sevlievo. Vào đầu thế kỷ 20, những câu truyện cười Gabrovo đã trở nên phổ biến nhờ Bảo tàng nghệ thuật trào phúng Gabrovo.
Người dân ở Gabrovo, vốn là một trong những trung tâm kinh tế lâu đời nhất của Bulgaria, vừa giỏi trong việc tiết kiệm, vừa giỏi mặc cả, và tính tiết kiệm ở đó được coi là di truyền. Họ luôn tìm cách tận dụng mọi thứ, một bài học vô giá đã được tổ tiên truyền lại. Hầu hết các truyện cười Gabrovo đều liên quan tới tiền bạc.

## Những câu nói đùa nổi tiếng
Người ta nói rằng dân Gabrovo...
- cắt đuôi mèo để có thể đóng cửa nhanh hơn, giúp tiết kiệm năng lượng sưởi ấm nhà khi mèo đi ra khỏi cửa. Thế nên, một con mèo đen cụt đuôi đã là biểu tượng lâu đời của Gabrovo.
- gắn một cái vòi vào quả trứng để dùng dần.
- vào buổi tối họ để đồng hồ ngưng chạy để không làm mòn bánh răng.
- đeo mắt kính màu xanh lá cây cho con lừa để khi họ cho nó ăn rơm, thì nó sẽ tưởng đó là cỏ non.
- đổ mồ hôi ròng ròng trong lò rèn và trong chợ, khi mặc cả.
- khi mời khách tới nhà uống trà, họ nung nóng các con dao để vị khách không thể nào lấy bơ được.
- để tiết kiệm tiền chùi ống khói, họ thả một con mèo từ trên xuống.

## Chuyện cười Gabrovo
Một số câu truyện cười Gabrovo nổi tiếng là:
- Một công dân Gabrovo đến gặp hàng xóm và hỏi:

"Anh bạn láng giềng. Tôi gặp đôi chút khó khăn. Tôi có 15 người khách, nhưng chỉ có 10 cái ghế, anh bạn có cái ghế nào không dùng không?"
"Có", người hàng xóm trả lời.
"Thật tuyệt, vậy tôi sẽ gửi sang nhà anh bạn năm người khách nhé".
- Tại sao dân Gabrovo không mua tủ lạnh?

Trả lời: Vì họ không chắc là liệu đèn tủ lạnh đã tắt chưa sau khi đóng tủ.
- Tại sao trong các đám cưới ở Gabrovo, khi nhảy người ta chỉ mang tất?

Trả lời: Vì mang giầy sẽ tạo ra tiếng ồn, mà họ thì nghe "ké" nhạc của ngôi làng bên cạnh (Sevlievo).
- Tại sau khi đọc sách dân Gabrovo cứ bật tắt đèn liên tục?

Trả lời: Để tiết kiệm năng lượng khi lật sang trang.